# Hans Hausamann
Hans Hausamann (Appenzello, 6 marzo 1897 – Orselina, 17 dicembre 1974) è stato un fotografo e giornalista svizzero collaboratore del Servizio informativo svizzero prima e durante la seconda guerra mondiale.

## Biografia

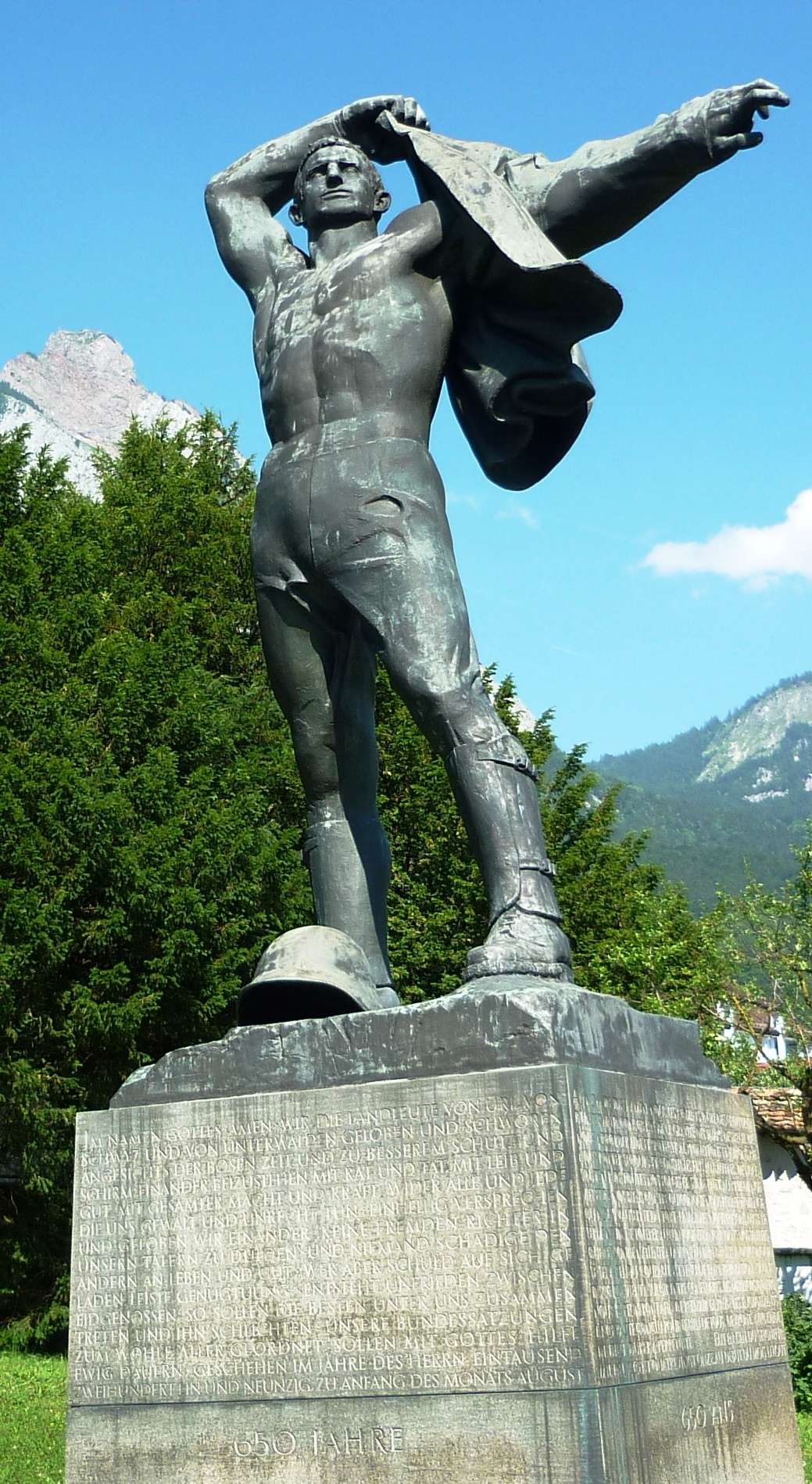
Statua posata nel 1939 a Svitto: rappresenta il cittadino-soldato. Durante la seconda guerra mondiale l'esercito di milizia diventa il simbolo dell'indipendenza elvetica.

Hans Hausamann nasce il 6 marzo 1897 nel Canton Appenzello. Da bambino e adolescente apprende – dopo le scole dell'obbligo ad Heiden – il mestiere di fotografo grazie a suo padre e al nonno. Continua la tradizione di famiglia e segue una formazione di fotografo e cineasta a San Gallo e a Losanna. A diciannove anni inizia a lavorare presso la Walz di San Gallo che acquisterà qualche anno dopo. Nel 1925 fonda la Hausamann & Co AG con negozi specializzati a San Gallo e Zurigo, inaugurando il primo commercio di materiale fotografico per corrispondenza della Svizzera.
 

Oltre alla fotografia, Hausamann mostra grande interesse per tutto ciò che riguarda l'esercito. Tuttavia, dopo la chiamata alla mobilitazione durante la prima guerra mondiale (con il grado di tenente), rinuncia alla carriera militare. 

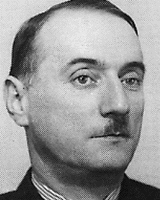
Il consigliere federale Marcel Pilet-Golaz, liberale come Hausamann, ma giudicato troppo accondiscendente nei confronti della Germania nazista.

Hausamann è di opinioni moderate: è un liberale-radicale, ma mantiene rapporti con il Partito socialista, massone (membro dal 1922 della loggia Concordia di San Gallo, appartenente alla Gran Loggia svizzera Alpina ), cresciuto in una famiglia protestante. Intimamente democratico e preoccupato dall'ascesa dei nazionalismi in Europa, nel 1930 crea un servizio stampa per contrastare il diffuso antimilitarismo svizzero. Si occupa dapprima della produzione di filmati per l'istruzione delle forze armate, poi dirige l'ufficio stampa della Società Svizzera degli Ufficiali. Nel 1935 si impegna nella vittoriosa campagna a favore del prolungamento del servizio militare.
A partire dagli anni 30 crea una propria rete di informatori, basata a Teufen, allacciando importanti contatti con agenti alleati in Svizzera. In particolare Hausamann è il contatto elvetico di Rudolf Roessler (alias Lucy) e di Alexander Rado (alias Dora) informatori del GRU sovietico. Hausamann funge da anello di congiunzione fra Roessler e il MI6 britannico: attraverso Hausamann la Gran Bretagna (che grazie al programma Ultra decripta i messaggi tedeschi di Enigma) informa i servizi sovietici, senza dover  mettere questi ultimi a conoscenza dell'esistenza di Ultra. A partire dal 1935 la rete di Hausamann (il "Büro Ha") viene associata ai servizi di informazione elvetici diretti da Roger Masson e la sede principale (nel 1940) viene spostata nei pressi di Lucerna. A partire dal 1938 Hausamann diviene consulente per la difesa del Partito socialista. Negli anni 40, Hausamann si scontra con il consigliere federale Marcel Pilet-Golaz, considerato troppo accondiscendente con le Potenze dell’Asse. Hausamann contribuisce alla fondazione della Lega degli ufficiali (luglio 1940), dell'Azione di resistenza nazionale (settembre 1940), dell'Eidgenössische Gemeischaft (gennaio 1941) e diviene relatore di Esercito e Focolare: associazioni militari e civili volte a rinsaldare la coesione nazionale e a cimentare la volontà di resistenza svizzera in un'Europa totalitaria.
Nel 1946, il Büro Ha venne sciolto: Hausamann lavora per breve tempo come ufficiale di collegamento per la Francia nel Vorarlberg (→ Occupazione alleata dell'Austria). Successivamente torna ad occuparsi del suo negozio di fotografie a San Gallo. Trascorre gli ultimi anni nel Canton Ticino a Orselina.
Massone, Hausamann fu  membro della Gran Loggia Svizzera Alpina.